# Иван Грозданов
Иван Ацков Грозданов е български революционер, велешки ръководител на Вътрешната македоно-одринска революционна организация.

## Биография
Иван Грозданов е роден в 1873 година в централномакедонския български град Велес. Влиза във ВМОРО и от 1897 до 1907 година е непрекъснато велешки градски войвода на организацията. Ръководи прекарването на идващите от Свободна България чети на десния бряг на Вардар. Набавя оръжие за Велешкия революционен район и е ръководител на терористичната група на ВМОРО в града. На 18 април 1906 година участва в еднодневното сражение при Ветерския манастир и ръководи спасяването на обсадените чети на Панчо Константинов и Боби Стойчев.
На 19 февруари 1943 година, като жител на Велес, подава молба за българска народна пенсия, която е одобрена и пенсията е отпусната от Министерския съвет на Царство България.